# ヒューゴー賞とネビュラ賞の共同受賞者一覧
サイエンス・フィクションやファンタジー文学の作品に毎年贈られる、ヒューゴー賞とネビュラ賞の両方を受賞した作品の一覧である。ヒューゴー賞は、ワールドサイエンス・フィクション大会（ワールドコン）でファンによって投票される。アメリカSFファンタジー協会（SFWA）の会員投票によって与えられるネビュラ賞は1966年に始まり、初年度に共同受賞者が出た。
カテゴリは、次のように単語数で定義される。
- 長編小説部門：40,000語以上
- 中長編小説部門 ：17,500〜39,999語
- 中編小説部門：7,500〜17,499語
- 短編小説部門：7,500語未満

## 長編小説部門
- 1966年/1965年：フランク・ハーバート - 『デューン』
- 1970年/1969年：アーシュラ・K・ル＝グウィン - 『闇の左手』
- 1971年/1970年：ラリー・ニーヴン  - 『リングワールド』
- 1973年/1972年：アイザック・アシモフ - 『神々自身』
- 1974年/1973年：アーサー・C・クラーク - 『宇宙のランデブー』
- 1975年/1974年：アーシュラ・K・ル＝グウィン - 『所有せざる人々』
- 1976年/1975年：ジョー・ホールドマン - 『終りなき戦い』
- 1978年/1977年：フレデリック・ポール - 『ゲイトウエイ（英語版）』
- 1979年/1978年：ヴォンダ・マッキンタイア - 『夢の蛇』
- 1980年/1979年：アーサー・C・クラーク - 『楽園の泉（英語版）』
- 1984年/1983年：デイヴィッド・ブリン - 『スタータイド・ライジング』
- 1985年/1984年：ウィリアム・ギブスン - 『ニューロマンサー』
- 1986年/1985年：オーソン・スコット・カード - 『エンダーのゲーム』
- 1987年/1986年：オーソン・スコット・カード - 『死者の代弁者（英語版）』
- 1993年/1992年：コニー・ウィリス - 『ドゥームズデイ・ブック』
- 1999年/1998年：ジョー・ホールドマン - 『終わりなき平和（英語版）』
- 2003年/2002年：ニール・ゲイマン - 『アメリカン・ゴッズ（英語版）』
- 2005年/2004年：L・M・ビジョルド - 『影の棲む城』
- 2008年/2007年：マイケル・シェイボン - 『ユダヤ警官同盟』
- 2010年/2009年：パオロ・バチガルピ - 『ねじまき少女』
- 2011年/2010年：コニー・ウィリス - 『ブラックアウト/オール・クリア（英語版）』
- 2012年/2011年：ジョー・ウォルトン - 『図書室の魔法（英語版）』
- 2014年/2013年：アン・レッキー - 『叛逆航路』
- 2018年/2017年：N・K・ジェミシン - 『輝石の空』
- 2019年/2018年：メアリ・ロビネット・コワル - 『宇宙へ』
- 2021年：マーサ・ウェルズ - 『ネットワーク・エフェクト』

## 中長編小説部門
- 1971年/1970年：フリッツ・ライバー - 『凶運の都ランクマー（英語版）』
- 1976年/1975年：ロジャー・ゼラズニイ - 『ハングマンの帰還（英語版）』
- 1977年/1976年：ジェイムズ・ティプトリー・Jr. - 『ヒューストン、ヒューストン、聞こえるか？（英語版）』
- 1978年/1977年：スパイダー・ロビンスン（英語版）とジーン・ロビンスン（英語版） - 『スターダンス（英語版）』
- 1979年/1978年：ジョン・ヴァーリイ - 『残像（英語版）』
- 1980年/1979年：バリー・B・ロングイヤー（英語版） - 『わが友なる敵（英語版）』
- 1982年/1981年：ポール・アンダースン - 『The Saturn Game（英語版）』
- 1985年/1984年：ジョン・ヴァーリイ - 『PRESS ENTER■（英語版）』
- 1989年/1988年：コニー・ウィリス - 『最後のウィネベーゴ（英語版）』
- 1990年/1989年：L・M・ビジョルド - 『喪の山』
- 1991年/1990年：ジョー・ホールドマン - 『ヘミングウェイごっこ（英語版）』
- 1992年/1991年：ナンシー・クレス - 『ベガーズ・イン・スペイン（英語版）』
- 1995年/1994年：マイク・レズニック - 『オルドヴァイ渓谷七景（英語版）』
- 2002年/2001年：ジャック・ウィリアムスン - 『The Ultimate Earth』
- 2003年/2004年：ニール・ゲイマン - 『コララインとボタンの魔女』
- 2012年：キジ・ジョンスン - 『霧に橋を架ける（英語版）』
- 2016年：ンネディ・オコラフォー（英語版） - 『ビンティ 調和師の旅立ち（英語版）』
- 2017年：ショーニン・マグワイア - 『不思議の国の少女たち（英語版）』
- 2018年：マーサ・ウェルズ - 『システムの危殆（英語版）』
- 2020年：アマル・エル＝モフタール、マックス・グラッドストーン （英語版） - 『こうしてあなたたちは時間戦争に負ける』

## 中編小説部門
- 1968年/1967年：フリッツ・ライバー - 『Gonna Roll the Bones（英語版）』
- 1973年/1972年：ポール・アンダースン - 『Goat Song（英語版）』
- 1977年/1976年：アイザック・アシモフ - 『バイセンテニアル・マン』
- 1980年/1979年：ジョージ・R・R・マーティン - 『サンドキングズ（英語版）』
- 1983年/1982年：コニー・ウィリス - 『見張り（英語版）』
- 1984年/1983年：グレッグ・ベア - 『ブラッド・ミュージック』
- 1985年/1984年：オクタビア・E・バトラー - 『血をわけた子供（英語版）』
- 1989年/1988年：ジョージ・アレック・エフィンジャー- 『シュレーディンガーの子猫（英語版）』
- 1994年/1993年：チャールズ・シェフィールド - 『Georgia on My Mind (novelette)（英語版）』
- 1995年/1994年：デイヴィッド・ジェロルド（英語版）  - 『The Martian Child（英語版）』
- 2002年：テッド・チャン - 『地獄とは神の不在なり（英語版）』
- 2005年：ケリー・リンク - 『妖精のハンドバッグ（英語版）』
- 2006年：ピーター・S・ビーグル - 『ふたつの心臓（英語版）』
- 2008年：テッド・チャン - 『商人と錬金術師の門（英語版）』
- 2021年：サラ・ピンスカー（英語版） - 『Two Truths and a Lie』
- 2024年：ナオミ・クリッツァー（英語版） - 『The Year Without Sunshine』

## 短編小説部門
- 1966年/1965年：ハーラン・エリスン - 『「悔い改めよ、ハーレクィン！」とチクタクマンはいった（英語版）』
- 1976年/1975年：フリッツ・ライバー - 『あの飛行船をつかまえろ（英語版）』
- 1978年/1977年：ハーラン・エリスン - 『ジェフティは五つ（英語版）』
- 1981年/1980年：クリフォード・D・シマック - 『踊る鹿の洞窟（英語版）』
- 1987年/1986年：グレッグ・ベア - 『タンジェント（英語版）』
- 1991年/1990年：テリー・ビッスン - 『熊が火を発見する（英語版）』
- 1993年/1992年：コニー・ウィリス - 『女王様でも（英語版）』
- 2012年：ケン・リュウ - 『紙の動物園』
- 2017年：アマル・エル＝モフタール - 『ガラスと鉄の季節（英語版）』
- 2018年：レベッカ・ローンホース（英語版） - 『本物のインディアン体験™へようこそ（英語版）』
- 2022年：サラ・ピンスカー - 『オークの心臓集まるところ（英語版）』
- 2023年：サマンサ・ミルズ（英語版） - 『ラビット・テスト（英語版）』[注釈 1]

## 映像長編部門
- 1974年/1975年： ウディ・アレン脚本 - 『スリーパー』
- 1975年/1976年： メル・ブルックス、ジーン・ワイルダー脚本、メル・ブルックス監督 - 『ヤング・フランケンシュタイン』
- 1978年/1978年： ジョージ・ルーカス脚本  - 『スター・ウォーズ エピソード4/新たなる希望』
- 2000年/2001年： デビッド・ハワード 、ロバート・ゴードン（英語版）脚本 - 『ギャラクシー・クエスト』
- 2001年/2002年： ジェームズ・シェイマス、ツァイ・クォジュン、ワン・ホエリン脚本 - 『グリーン・デスティニー』
- 2002年/2003年： ピーター・ジャクソン脚本・監督 - 『ロード・オブ・ザ・リング』
- 2003年/2004年： ピーター・ジャクソン脚本・監督 - 『ロード・オブ・ザ・リング/二つの塔』
- 2004年/2005年： ピーター・ジャクソン脚本・監督 - 『ロード・オブ・ザ・リング/王の帰還』
- 2006年/2006年： ジョス・ウェドン脚本・監督 - 『セレニティー』
- 2007年/2008年： ギレルモ・デル・トロ脚本・監督 - 『パンズ・ラビリンス』
- 2009年/2009年： アンドリュー・スタントン、ジム・リアドン（英語版）脚本、アンドリュー・スタントン監督、アンドリュー・スタントン、ピート・ドクター原案 - 『ウォーリー』
- 2011年/2010年： クリストファー・ノーラン脚本・監督 - 『インセプション』
- 2014年/2013年： アルフォンソ・キュアロン、ホナス・キュアロン（英語版）脚本、アルフォンソ・キュアロン監督  - 『ゼロ・グラビティ』
- 2015年/2014年： ジェームズ・ガン、ニコール・パールマン脚本、ジェームズ・ガン監督 - 『ガーディアンズ・オブ・ギャラクシー』
- 2017年/2016年： エリック・ハイセラー脚本、ドゥニ・ヴィルヌーヴ監督、テッド・チャン原作 - 『メッセージ』
- 2019年/2018年： ロドニー・ロスマン、フィル・ロード脚本、ボブ・ペルシケッティ、 ピーター・ラムジー、ロドニー・ロスマン監督 - 『スパイダーマン：スパイダーバース』
- 2023/2022年： ダニエル・クワン、ダニエル・シャイナート脚本・監督 - 『エブリシング・エブリウェア・オール・アット・ワンス』

## 映像短編部門
- 2012年/2011年：ニール・ゲイマン脚本、リチャード・クラーク（英語版）監督 - 『ドクター・フー』より「ハウスの罠」
- 2021年：マイケル・シュア（英語版）脚本・監督 - 『グッド・プレイス』より「いつでもどうぞ（英語版）」

## ヤングアダルトフィクション
- 2019年ロードスター賞/アンドレ・ノートン賞：トミ・アデイェミ（英語版） - 『オリシャ戦記 血と骨の子（英語版）』
- 2021年ロードスター賞/アンドレ・ノートン賞：アーシュラ・ヴァーノン（英語版）（T・キングフィッシャー名義） - 『パン焼き魔法のモーナ、街を救う（英語版）』

## ゲーム
- 2021年ビデオゲーム/ゲームライティング部門：『HADES』
- 2024年ゲーム・インタラクティブ/ゲームライティング部門：『バルダーズ・ゲート3』

## 複数のカテゴリー
- 1967年中編小説部門/1966年中長編小説部門：ジャック・ヴァンス - 『最後の城（英語版）』
- 1972年中長編小説部門/1971年中編小説部門：ポール・アンダースン - 『空気と闇の女王（英語版）』
- 1970年短編小説部門/1969年中編小説部門：サミュエル・R・ディレイニー - 『時は準宝石の螺旋のように（英語版）』
- 1971年短編小説部門/1970年中編小説部門：シオドア・スタージョン - 『時間のかかる彫刻（英語版）』

## 補足
- 1960年、ダニエル・キイスは短編小説『アルジャーノンに花束を』でヒューゴー賞を受賞した。その後発表した長編版で、1966年にネビュラ賞長編小説部門を受賞した。
- 2020年、ニール・ゲイマン脚本、ダグラス・マッキノン（英語版）監督、ニール・ゲイマン、テリー・プラチェット原作のテレビシリーズ『グッド・オーメンズ』がヒューゴー賞映像長編部門を、エピソード「不和」がネビュラ賞を受賞した。